# Хьюз, Ричард (музыкант)
Ричард Дэвид Хьюз (англ. Richard David Hughes) — ударник британской рок-группы Keane. Хьюз — самый старший участник Keane.

## Биография
Ричард родился 8 сентября 1975 года в Гравесенде, графство Кент. Хьюз учился в школе Тонбридж, где подружился с Тимом Райс-Оксли и Домиником Скоттом. В 17 лет Рич научился играть на ударных, благодаря чему был приглашён в 1995 в небольшую группу, сформированную Скоттом и Райс-Оксли, играющую кавер-версии песен. Позже, когда Том Чаплин, нынешний вокалист Keane был включён в состав, Хьюз сначала возражал, а потом заявил, что сам был не особо заинтересован в том, чтобы исполнять вокальные партии.
Затем Хьюз обучался в University College London, где получил учёную степень в географии. После был взят на должность секретаря в BBC, чтобы поддержать себя и группу — они в то время жили и практиковались в квартире на Upper Clapton Road в Лондоне. Некоторое время он даже работал учителем.